# Episode
Episode es el quinto álbum de estudio de la banda finlandesa de power metal Stratovarius. Salió a la venta el 22 de abril de 1996 por el sello discográfico T&T Records. Este disco, es el primero con el teclista Jens Johansson y el baterista Jörg Michael. Está compuesto por 12 canciones (13 en la edición de Japón). Episode fue el primer disco que entró en la lista de Finlandia, donde alcanzó el puesto número 21 por seis semanas. En Japón se vendieron un total de 65 000 copias. El 21 de febrero del 2002 se relanzó nuevamente el disco en Japón con una canción más, una versión de "Future Shock" con la voz de Timo Kotipelto, la canción apareció originalmente en su Ep Father Time (1996). El sello discográfico publicó el videoclip oficial de "Speed Of Light" para promocionar el disco el 2 de febrero de 1996.
"Father Time" es el primer sencillo del disco, se publicó como EP solamente en Japón el 29 de marzo mientras que "Will The Sun Rise?" segundo sencillo del disco se publicó como EP el 21 de septiembre de 1996 solamente en Japón.

## Listado de canciones
1. "Father Time" - 5:01
2. "Will The Sun Rise?" - 5:07
3. "Eternity" - 6:56
4. "Episode" (Instrumental) - 2:01
5. "Speed of Light" - 3:03
6. "Uncertainty" - 5:59
7. "Season of Change" - 6:56
8. "Stratosphere" (Instrumental) - 4:52
9. "Babylon" - 7:09
10. "Tomorrow" - 4:52
11. "Night Time Eclipse" - 7:58
12. "Forever" - 3:06
13. "When The Night Meets The Day" (bonus track japonés) - 5:13
14. "Future Shock`96" (bonus track japonés) - 4:27 (2002)

## Miembros
- Timo Kotipelto - Voces
- Timo Tolkki - Guitarra
- Jari Kainulainen - Bajo
- Jens Johansson - Teclado
- Jörg Michael - Batería

## Posicionamiento
Álbum
| Año  | Listas    | País                 | Posición |
| ---- | --------- | -------------------- | -------- |
| 1996 | Finlandia | Bandera de Finlandia | 21       |
| 1996 | Japón     | Bandera de Japón     | 20       |

## Compositores
- Timo Tolkki
- Timo Kotipelto
- Jens Johansson